# Yamaha TZR
TZR ist der Name von Krafträdern mit Zweitaktmotor des japanischen Motorradherstellers Yamaha; die TZR wurde in den Hubraumklassen 50, 80, 125, 150, 250 von 1986 bis 2006 gebaut. Das kleinste Modell TZR 50 wurde bis 2016 hergestellt.

## TZR 250

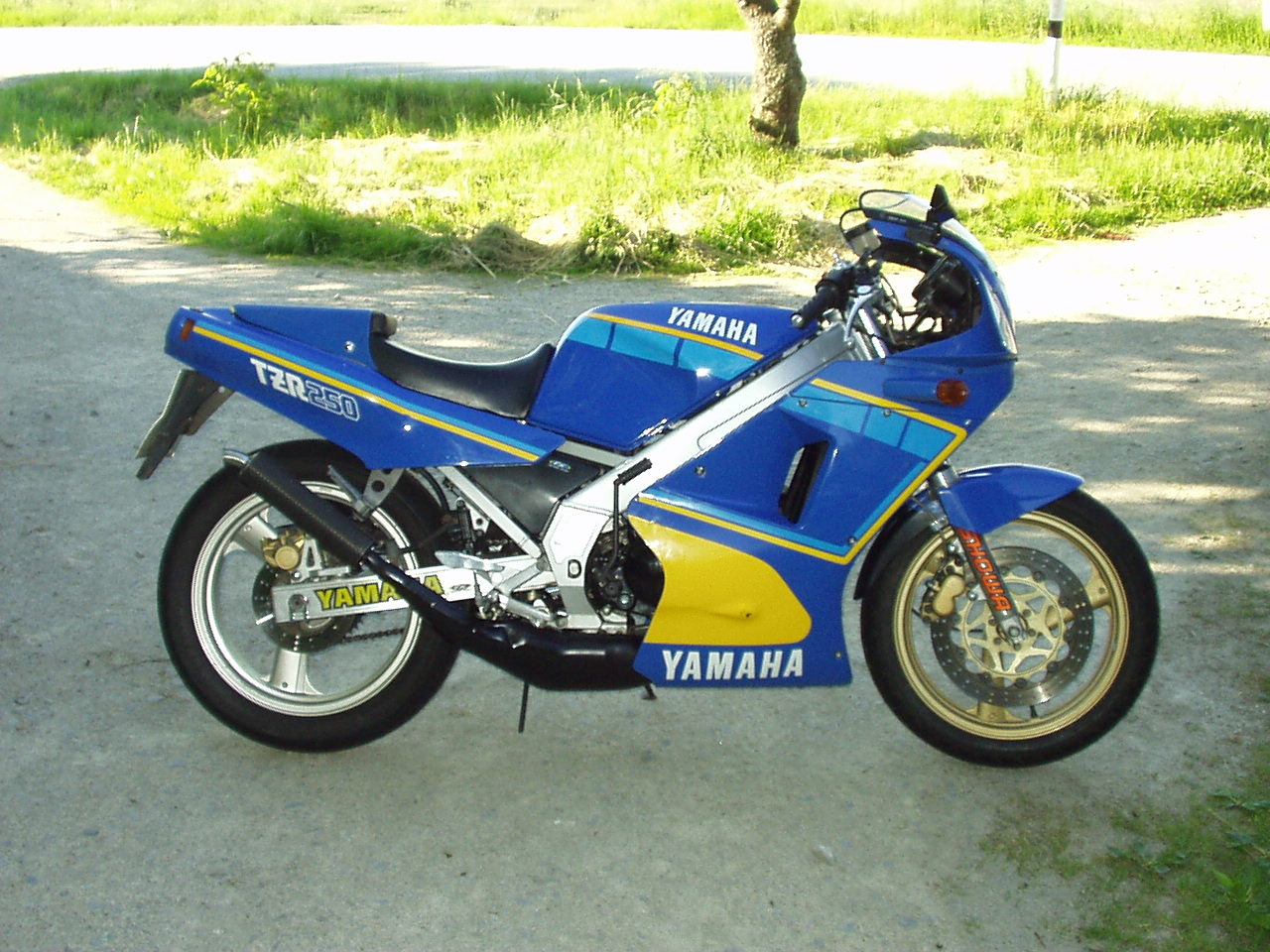

Das Motorrad hatte einen wassergekühlten Zweizylinder-Paralleltwin-Zweitaktmotor der eine Leistung von 36,8 kW bei 10.000/min und ein Drehmoment von 34 Nm bei 9750/min abgab. Die Höchstgeschwindigkeit betrug 186 km/h. Es wurde von 1986 bis 1990 in drei Versionen hergestellt.
Das Fahrwerk hatte einen Deltabox-Rahmen aus Leichtmetallprofilen mit einem Radstand von 1375 mm. Der Durchmesser der hohlgegossenen Dreispeichen-Leichtmetallräder betrug 17 Zoll. Vorn war eine Gabel mit 39 mm-Standrohren, hinten ein Zentralfederbein eingebaut. Die Bremsanlage hatte vorn und hinten Scheibenbremsen, vorn eine Einzelscheibe mit 320 mm Durchmesser und Vierkolben-Festsattel, hinten mit einem Durchmesser von 210 mm. Das Gewicht vollgetankt betrug 144 kg.

## TZR 250R

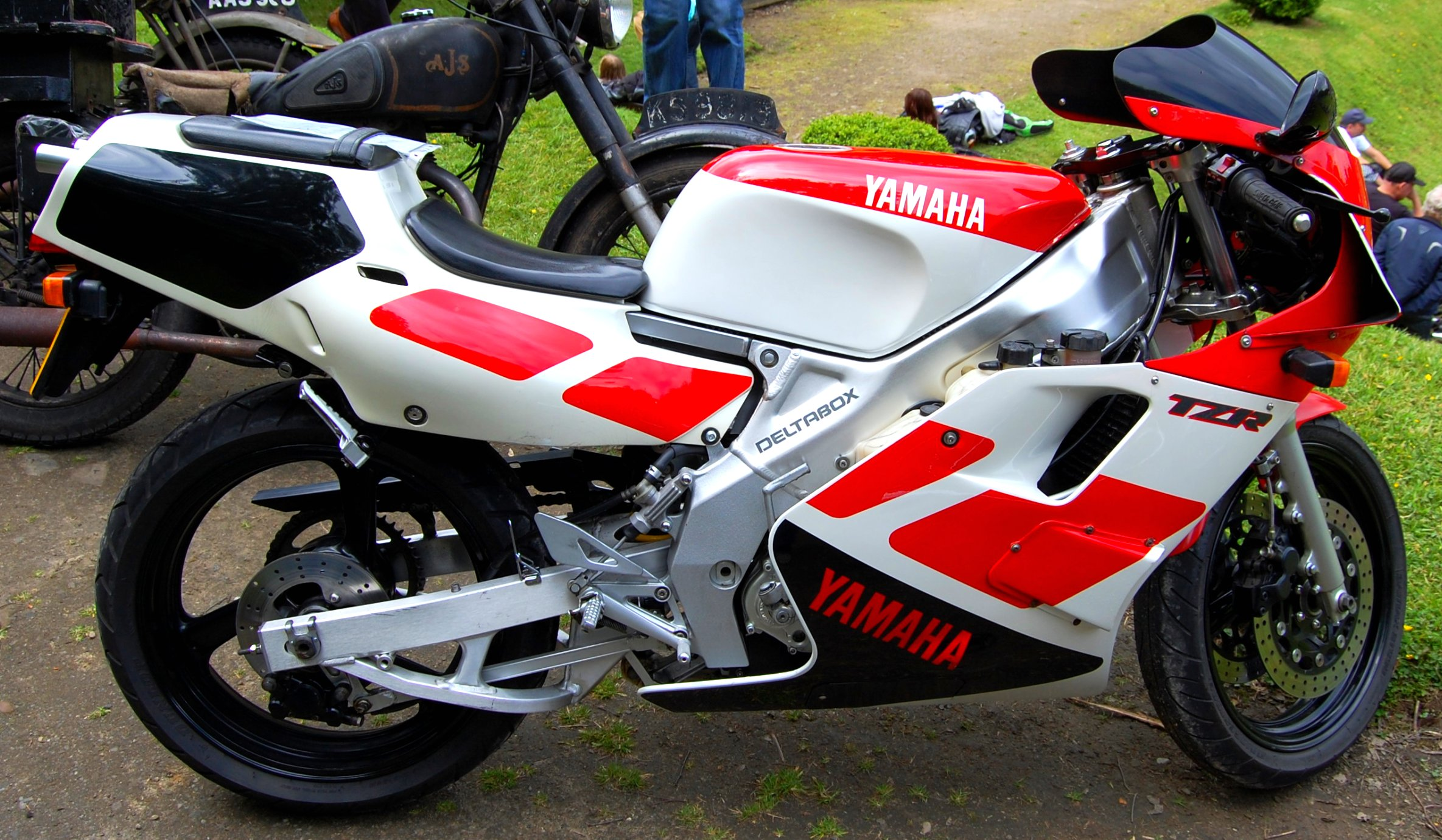
TZR 250

Das Motorrad hatte einen wassergekühlten Zweizylinder-V-Zweitaktmotor mit 180-Grad-Kurbelwelle, der eine Leistung von 33,5 kW bei 10.350/min und ein Drehmoment von 38 Nm bei 8650/min abgab. Die Höchstgeschwindigkeit betrug 160 km/h. Es wurde von 1991 bis 1999 in elf Versionen hergestellt.
Das Fahrwerk hatte einen Deltabox-Rahmen aus Leichtmetallprofilen mit einem Radstand von 1340 mm. Der Durchmesser der hohlgegossenen Dreispeichen-Leichtmetallräder betrug 17 Zoll. Vorn war eine Gabel mit 39 mm-Standrohren, hinten ein Zentralfederbein eingebaut. Die Bremsanlage hatte vorn und hinten Scheibenbremsen, vorn mit 300 mm Durchmesser und Vierkolben-Festsattel, hinten mit einem Durchmesser von 220 mm. Das Trockengewicht betrug 126 kg.

## TZR 125

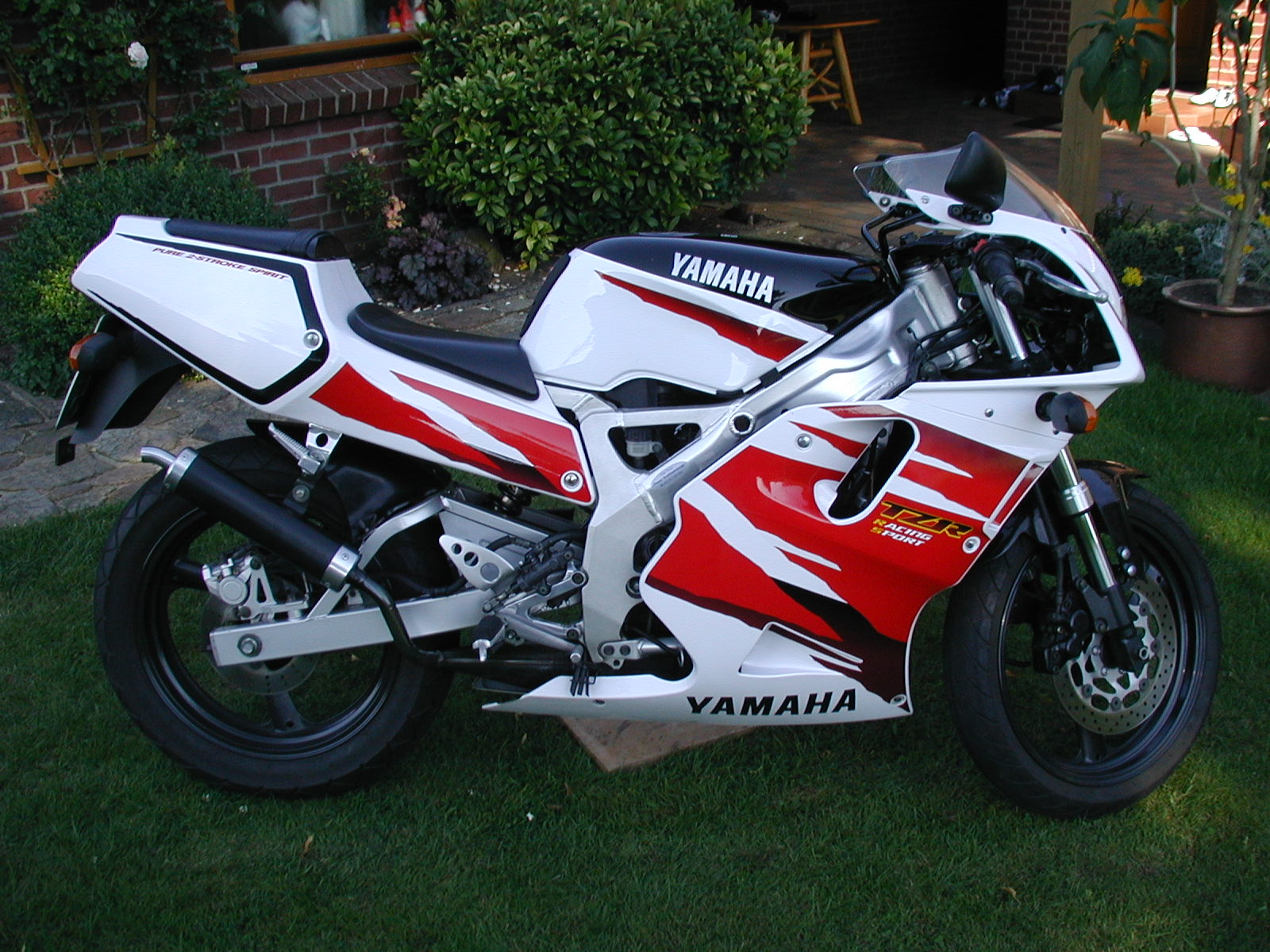
Modell 4FL Baujahr: 1997 bis 1998, Originaldekor

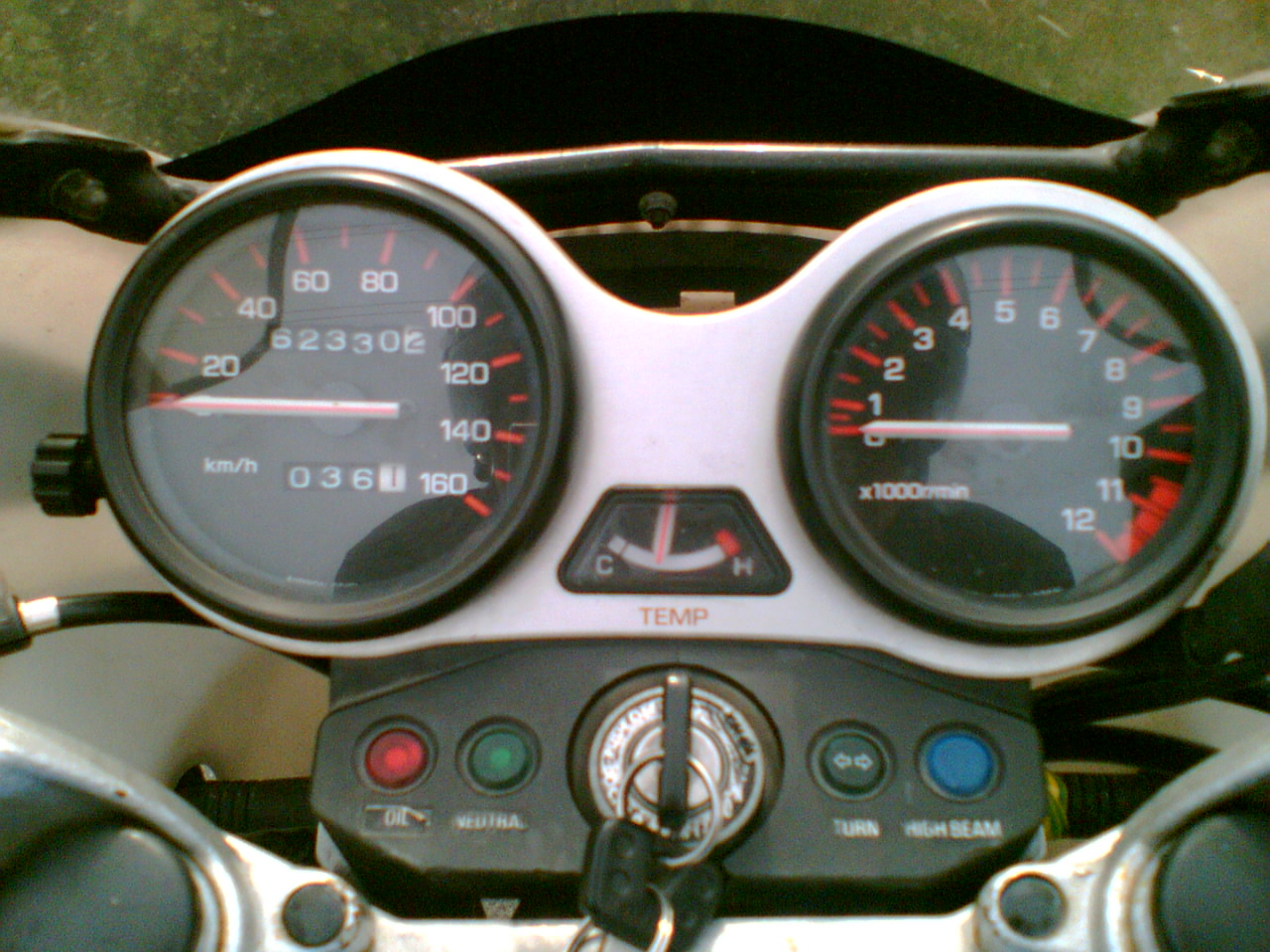
Cockpit TZR 125, 1991

Die Maschine hat einen Einzylinder-Zweitaktmotor, der 19,2 kW bei 10.200/min leistet, und ein 6-Gang-Getriebe.
An der Rahmennummer, die entweder mit 4FL oder 4DL beginnt, lässt sich feststellen, wo die Maschine gebaut wurde. 4DL ist die Version des italienischen Importeurs Belgarda und unterscheidet sich stark vom japanischen 4FL-Model. Die Belgarda-Version wurde mit, für eine 125er, hochwertigen Feder- und Bremselementen der ebenfalls italienischen Hersteller Paioli (41 mm USD-Gabel) bzw. Brembo (4-Kolben-Bremssattel auf 320-mm-Bremsscheibe) ausgestattet. Ungedrosselt leistet das japanische 4FL-Modell etwa 29 PS. Mittels Gutachten ist nach Austausch des Krümmers und des Kettenritzels eine Leistungsreduzierung auf 17 kW (etwa 23 PS) auch in Deutschland eintragungsfähig. Der Fahrer muss in diesem Fall jedoch im Besitz einer Fahrerlaubnis der Klasse A (beschränkt) sein.
Modellvarianten:
- 4FL (japanisches Modell) 1997–1998[11]
- 4DL (italienisches Modell) Bj. 1991[8]–ca. 1998[9]
- 4DL SP (italienisches Modell) Bj. 1992–1993
- 4HE (schweizerisches Modell TZR 125 R, nur wie 4DL),[8] wurde von 1992 bis 1995 importiert
- 4HX (ebenfalls schweizerisches Modell TZR 125, nur wie 4FL), wurde von 1994 bis 1999 importiert
- 4HW (englisches Modell) 1996–1997[9]

Seit 2008 bietet Yamaha mit der Yamaha YZF-R 125 ein vergleichbares Modell an.

## TZR 125 SP
Eine sehr seltene und stark modifizierte Version ist die TZR 125 SP. Das Kürzel SP steht für „Sport Production.“ Sie basiert auf dem italienischen Modell 4DL R und unterscheidet sich in motor- und fahrwerkstechnischer Hinsicht stark von ihrer italienischen Schwester. Sie diente als Homologationsmodell und wurde im Belgarda-Werk in einer Stückzahl von lediglich 500 Exemplaren produziert. Sie besitzt eine sportliche Lackierung in den italienischen Landesfarben. Die charakteristischen „Sport-Production-Schriftzüge“ befinden sich auf dem Heck und auf der Windschutzscheibe.
Motortechnische Unterschiede:
- beschichteter Zylinder mit größeren Überströmern, zwei zusätzlichen Nebenauslässen und größeren Auslass. Zylinderkennung: 4DL00 - Gilardoni.
- YPVS-(Yamaha Power Valve System)-Auslasswalze[12] mit zwei zusätzlichen Bohrungen für die zusätzlichen Nebenauslässe.
- Motorblock mit größer gefrästen Membraneinlass.
- Getriebe mit länger übersetzte 2. und 3. Gang.
- Zylinderkopf mit anderer Brennraumstruktur (zwei Konus statt eines). Dieser wird zusätzlich zur Blechdichtung noch mit einem O-Ring abgedichtet.
- spezieller Auspuffkrümmer mit einlagigen Blech und sehr offenem Endschalldämpfer.
- rund 34 PS

Fahrwerkstechnische Unterschiede:
- voll einstellbare 41 mm USD Gabel von Paioli.
- in Zug- und Druckstufe einstellbares Federbein vom Typ MC 50, ebenfalls von Paioli.

## TZR 50

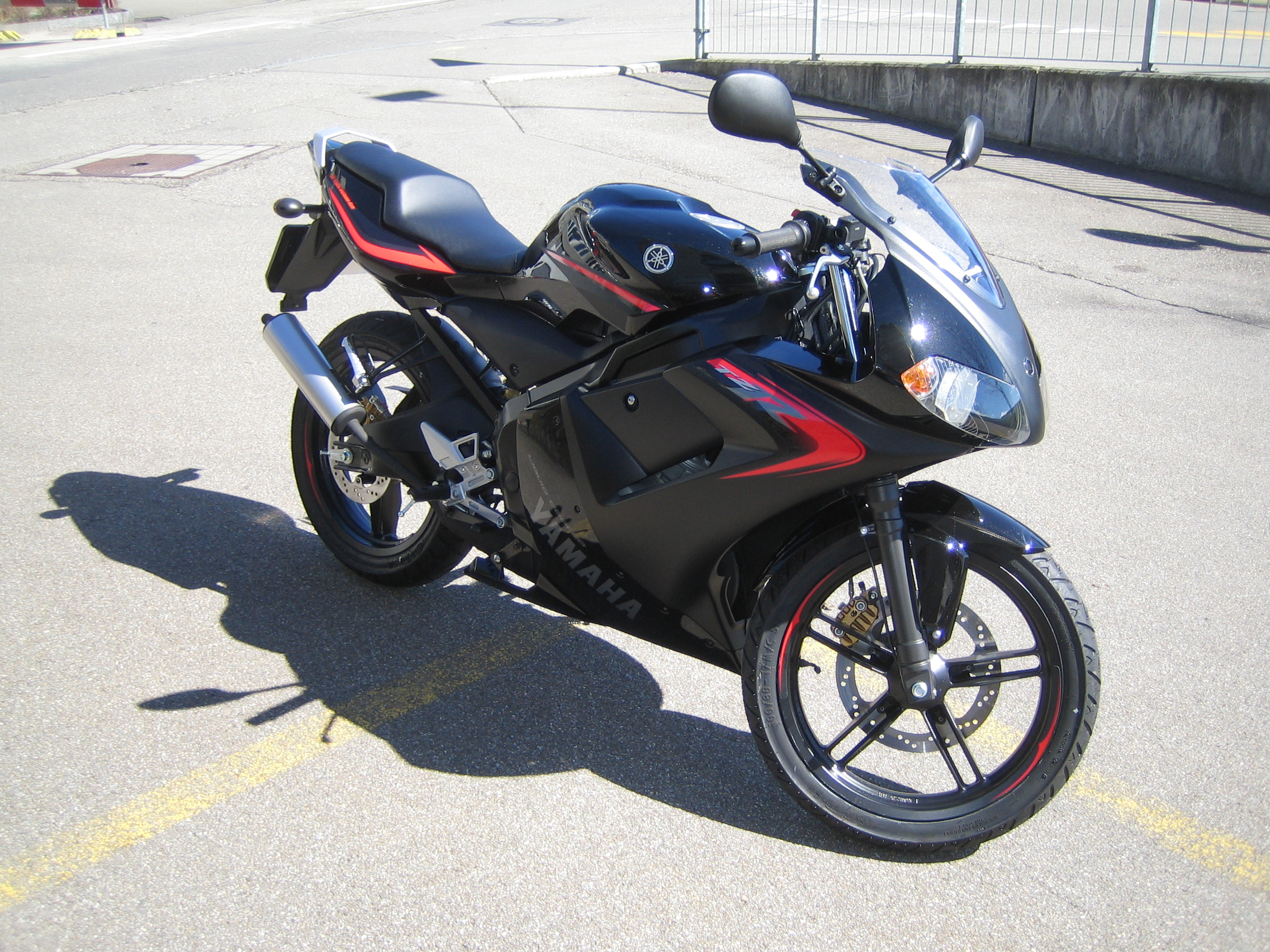
Modelljahr 2006, Midnight Black

Yamahas TZR 50 wurde seit 2003 angeboten und verfügte über einen flüssiggekühlten 49,7 cm3 1-Zylinder 2-Takt Minarelli AM6-Motor. Die Nennleistung von 5,94 kW (ca. 8,08 PS) konnte der Motor jedoch nur im entdrosselten Zustand erreichen. Dies war möglich, wenn die TZR in Deutschland als A1-Version umgebaut (Umbausatz beispielsweise von Alphatechnik) und entsprechend zugelassen wurde. Mit dem Führerausweis der Kategorie AM (Kleinkrafträder bis 45 km/h) bzw. dem Führerschein der Klasse B (Auto) kann die TZR gedrosselt auf 45 km/h zugelassen und gefahren werden. Im offenen, entdrosselten Zustand, wie sie beispielsweise in der Schweiz ausgeliefert wurde, schaffte die TZR 50 eine reale Höchstgeschwindigkeit von etwa 90–100 km/h.
Die TZR sollte laut Yamaha die Einstiegsmaschine in den Yamaha Supersport sein, weshalb die vollverkleidete TZR der großen Yamaha YZF-R1 optisch ähnlich war. Technisch bot die TZR 50 einige Features, wie zum Beispiel ein 6-Gang-Getriebe sowie eine Scheiben-Bremsanlage (280 mm vorne, 220 mm hinten). Die Bereifung fiel für ein Fahrzeug der 50 cm3-Klasse extrem sportlich und breit aus, so verfügte die TZR über einen 100/80-17 52H vorne und einen 130/70-17 hinten.